# Oosterwaterschap
Het Oosterwaterschap was een klein waterschap in het oosten van de gemeente Bunschoten in de Nederlandse provincie Utrecht, langs de Zuiderzee. Het werd in 1929 opgeheven.